# Descripción interna
La descripción interna de un sistema es la caracterización del mismo en variables de estado. El estado de un sistema dinámico será el mínimo número de señales (variables) que hará falta conocer, en algún instante de tiempo, para predecir el comportamiento de nuestro sistema. Así, para caracterizar el sistema "caída libre de un objeto", nos bastará para predecir su comportamiento conocer su posición y su velocidad.

En un sistema dinámico habrá (o debería haber) tantas variables de estado como grados de libertad tenga nuestro sistema. En el ejemplo anterior, tenemos dos grados de libertad, es decir, dos condiciones iniciales: Posición y velocidad inicial; conocidas ambas, ya sabremos completamente la trayectoria y el comportamiento de nuestro sistema dinámico.

Para sistemas más complejos (pero también más reales), como los quemadores o calderas industriales, a veces puede no quedar claro cuántas variables de estado necesitamos para describir la planta: A priori, parecería razonable pensar que tiene un solo grado de libertad, la temperatura del quemador. Pero esto no siempre es así, ya que las reacciones químicas que se están llevando a cabo dentro de la caldera también influyen en la temperatura, así como la temperatura ambiente exterior, las concentraciones de productos en las paredes de la caldera (que apantallan el calor)...

Algunas de éstas serán directamente medibles por un sensor, con lo que automáticamente pasan a ser variables de estado. Otras sin embargo, no pueden ser medidas por ningún sensor del mercado, al menos de manera continua, fiable y en todos los puntos de la planta, como por ejemplo: El grosor de escoria acumulada en las paredes mientras la caldera está funcionando, las concentraciones químicas (no son instantáneas, ni mucho menos, continuas: 1 muestra por minuto, 1 muestra por hora...) De este modo surge el concepto de estimador. Esto no deja de ser un sistema que añadimos a nuestro proceso para hacer realizable el control.

## Variable de estado (de un sistema dinámico)
Una variable de estado de un sistema dinámico es una señal del sistema, es decir, una magnitud medible del mismo, como por ejemplo: Temperatura, posición, velocidad, capacidad, tensión... Estas podrán ser:
- Entradas: Son las causantes de la evolución del sistema (en sistemas no autónomos).
- Salidas: Son las que interesa medir y analizar para controlar al sistema.
- Internas: El resto de las infinitas señales; puede haber tantas como queramos, ya sean reales o virtuales, puesto que podemos inventar combinaciones de las existentes con sumas, productos... aunque carezcan de sentido tecnológico o interpretación física.